# Bihastina aurantiaca
Bihastina aurantiaca är en fjärilsart som beskrevs av Louis Beethoven Prout 1926. Bihastina aurantiaca ingår i släktet Bihastina och familjen mätare. Inga underarter finns listade i Catalogue of Life.